# Бізнес-процес
Бізнес-процес — це сукупність взаємопов'язаних задач і заходів, спрямованих на досягнення певної мети або результату в рамках організації. Бізнес-процеси можуть включати як виробничі, так і адміністративні функції і є основою ефективного функціонування підприємства. Правильне управління та оптимізація процесів дозволяє значно покращити продуктивність, якість, гнучкість, прозорість та керованість підприємства. Використання сучасних методів та інструментів аналізу та автоматизації допомагає досягати високих результатів і забезпечувати конкурентоспроможність на ринку.

## Визначення та основні поняття
Бізнес-процес можна визначити як послідовність кроків або дій, виконуваних у певній послідовності для досягнення конкретного результату. Ці процеси можуть бути простими, включаючи кілька кроків, або складними, з безліччю взаємодій і залежностей.
Основні поняття, пов'язані з бізнес-процесами:
- Вхід: ресурси або інформація, необхідні для виконання процесу.
- Вихід: результат або продукт, створений процесом.
- Процес: сукупність дій або кроків, виконуваних для перетворення входів на виходи.
- Учасники: люди або системи, які беруть участь у виконанні процесу.

## Види бізнес-процесів
Бізнес-процеси можна класифікувати на:
- Основні процеси: створюють основну цінність для клієнта (наприклад, виробництво продукту, надання послуги).
- Допоміжні процеси: підтримують основні процеси (наприклад, управління персоналом, бухгалтерія).
- Управлінські процеси: спрямовані на координацію та контроль основних і допоміжних процесів (наприклад, стратегічне планування, управління якістю).

## Управління бізнес-процесами
Управління бізнес-процесами (BPM, Business Process Management) — це підхід, спрямований на покращення ефективності та гнучкості процесів в організації. Основні етапи управління бізнес-процесами:
- Ідентифікація: визначення та документування поточних процесів.
- Аналіз: оцінка ефективності та виявлення проблемних областей.
- Моделювання: створення моделей поточних і майбутніх процесів.
- Впровадження: реалізація покращених процесів.
- Моніторинг: постійний контроль і оцінка ефективності процесів.

Бізнес-процес починається з попиту споживача і закінчується його задоволенням. Процесно-орієнтовані організації намагаються усувати бар'єри та затримки, що виникають на стику двох різних підрозділів організації при виконанні одного бізнес-процесу.
Бізнес-процеси повинні бути побудовані таким чином, щоб створювати вартість і цінність для споживачів і виключати будь-які необов'язкові або зайві активності. На виході правильно побудованих бізнес-процесів збільшується цінність для споживача і рентабельність (менша собівартість виробництва товару або послуги).
При впровадженні процесного підходу в організації відбуваються:
- Підвищення ефективності, покращується використання ресурсів і зменшуються витрати.
- Зміна гнучкості: у разі правильного впровадження гнучкість збільшується і з'являється можливість швидкого реагування на зміни в навколишньому середовищі. Однак у випадках неправильного або невдалого впровадження гнучкість може знижуватися.
- Однозначно збільшується прозорість організації: керівництво і всі співробітники отримують розуміння і контроль процесів.
- Впровадження процесного підходу вимагає витрат фінансів і часу, потрібні інвестиції в технології та навчання.
- При впровадженні процесного підходу часто відбувається «опір змінам»: співробітники з різних причин перешкоджають збільшенню прозорості.

## Моделювання бізнес-процесів
Моделювання бізнес-процесів — це створення візуальних або текстових моделей, які описують структуру і динаміку процесів. Моделі допомагають зрозуміти і аналізувати поточні процеси, а також розробляти нові, більш ефективні.
Для візуалізації бізнес-процесів часто застосовуються різні графічні нотації у формі різних модифікацій блок-схем, серед застосовуваних для моделювання бізнес-процесів — BPMN (функціональна послідовність робіт), IDEF0 — логічна послідовність робіт.
Бізнес-процеси можуть піддаватися різному аналізу в залежності від цілей моделювання. Аналіз бізнес-процесів може застосовуватися при бізнес-моделюванні, функціонально-вартісному аналізі, формуванні організаційної структури, реінжинірингу бізнес-процесів, автоматизації технологічних процесів.
Одним з методів аналізу поточної діяльності є складання моделі бізнес-процесу «як є» (as is). Після цього модель бізнес-процесу піддається критичному аналізу або обробляється спеціальним програмним забезпеченням. За результатами аналізу формується модель бізнес-процесу «як буде» (to be) і план заходів по впровадженню необхідних змін.
Бізнес-процес може бути декомпозований на кілька підпроцесів, процедур і функцій, які мають власні атрибути, однак також спрямовані на досягнення мети основного бізнес-процесу. Такий аналіз бізнес-процесів зазвичай включає в себе складання карти бізнес-процесу і його підпроцесів, рознесених між певними рівнями активності.

## Автоматизація бізнес-процесів
Автоматизація бізнес-процесів передбачає використання інформаційних технологій для виконання рутинних завдань і підвищення ефективності процесів. Це може включати використання спеціалізованого програмного забезпечення, таких як системи ERP (Enterprise Resource Planning) і CRM (Customer Relationship Management).

## Методи і інструменти аналізу
Для аналізу бізнес-процесів використовуються різні методи і інструменти, включаючи:
- SWOT-аналіз: оцінка сильних і слабких сторін, можливостей і загроз.
- Діаграми потоків: візуальне представлення процесів.
- Методи моделювання: BPMN (Business Process Model and Notation), UML (Unified Modeling Language).

## Приклади бізнес-процесів
Деякі приклади бізнес-процесів включають:
- Виробничий процес: від закупівлі сировини до доставки готової продукції клієнту.
- Процес найму персоналу: від оголошення вакансії до прийому нового співробітника на роботу.
- Процес обслуговування клієнтів: від отримання запиту до вирішення проблеми клієнта[5].